# 顾云飞
顾云飞（1930年—2000年10月13日），江苏吴江市人，中华人民共和国政治人物。
1953年9月，毕业于北京铁道学院，分配到铁道部人事局。1956年9月，在北京铁道学院运输经济系攻读研究生，毕业后留校任教，1965年后，任铁道部办公厅秘书、秘书处处长，铁道部政治部办公室副主任，上海铁路局党委副书记兼政治部主任。中华人民共和国铁道部纪委书记兼直属机关党委书记，1988年3月，起任中直工委常务副书记。1998年3月，当选为九届全国政协常委。2000年去世。